# Gerard Moreno
Gerard Moreno Balagueró (Santa Perpètua de Mogoda, 7 aprile 1992) è un calciatore spagnolo, attaccante del Villarreal e della nazionale spagnola.

## Caratteristiche tecniche
È un centravanti mancino, che può svariare su tutto il fronte offensivo, all'occorrenza può agire come esterno d'attacco, si dimostra abile tecnicamente, ed in possesso di una buona freddezza sotto porta.

## Carriera

### Club
Comincia la propria carriera calcistica, nelle giovanili dell'Espanyol per poi passare al Badalona, nel 2010 si trasferisce al Villarreal, dove veste le maglie della squadra C, B e successivamente quella della prima squadra. Dopo un anno trascorso in prestito a Maiorca dove ha militato in Segunda División, segnando 11 reti in 31 incontri, torna al Villarreal, dove nella stagione 2014/2015 gioca globalmente 39 incontri tra tutte le competizioni segnando 16 reti.
Il 13 agosto 2015 viene ingaggiato dall'Espanyol, per 1.5 milioni facendo così ritorno, dopo tanti anni, nella società biancoazzurra. Con la società catalana, raccoglie complessivamente in tre stagioni 118 presenze segnando 39 reti.
Nel giugno 2018 fa ritorno nuovamente dopo tre anni al Villarreal per 20 milioni di euro, firmando un contratto di cinque anni con il club del Sottomarino giallo. Questa volta s'impone come titolare del club, arrivando anche a vincere l'Europa League contro il Manchester Utd ai rigori nel 2021; in precedenza era andato in gol durante i tempi regolamentari (1-1). Chiude la stagione 2020-2021 mettendo a segno 23 gol, secondo solo a Messi in campionato. A inizio stagione partecipa alla Supercoppa UEFA 2021 contro il Chelsea. Segna il gol del pareggio nel secondo tempo, il primo del Villarreal in questa coppa, e viene nominato miglior giocatore, nonostante la sconfitta ai rigori.

### Nazionale
Nell'ottobre 2019 riceve la prima convocazione dal CT Robert Moreno, nella nazionale spagnola, dove il 15 ottobre successivo, gioca da titolare all'esordio, nella partita di qualificazione a Euro 2020, pareggiata per 1-1 in trasferta contro la Svezia. Il 15 novembre dello stesso anno, realizza la sua prima rete con la maglia della Roja nella vittoria interna per 7-0 contro Malta. Si ripete tre giorni dopo siglando una doppietta nella partita vinta per 5-0 contro la Romania.
Convocato per la fase finale del campionato d'Europa 2020, disputa tutte le cinque partite giocate dalle Furie Rosse durante la competizione, alla quale la Spagna si ferma in semifinale contro i futuri campioni dell'Italia ai tiri di rigore, nonostante lo stesso Moreno riesca a mettere a segno il proprio tentativo dagli undici metri.

## Statistiche

### Presenze e reti nei club
Statistiche aggiornate al 6 febbraio 2022.
| Stagione          | Squadra           | Campionato        | Campionato | Campionato | Coppe nazionali | Coppe nazionali | Coppe nazionali | Coppe continentali | Coppe continentali | Coppe continentali | Altre coppe | Altre coppe | Altre coppe | Totale | Totale |
| Stagione          | Squadra           | Comp              | Pres       | Reti       | Comp            | Pres            | Reti            | Comp               | Pres               | Reti               | Comp        | Pres        | Reti        | Pres   | Reti   |
| ----------------- | ----------------- | ----------------- | ---------- | ---------- | --------------- | --------------- | --------------- | ------------------ | ------------------ | ------------------ | ----------- | ----------- | ----------- | ------ | ------ |
| 2010-2011         | Villarreal C      | TD                | 39         | 34         | -               | -               | -               | -                  | -                  | -                  | -           | -           | -           | 39     | 34     |
| 2010-2011         | Villarreal B      | SD                | 1          | 0          | -               | -               | -               | -                  | -                  | -                  | -           | -           | -           | 1      | 0      |
| 2011-2012         | Villarreal B      | SD                | 28         | 13         | -               | -               | -               | -                  | -                  | -                  | -           | -           | -           | 4      | 1      |
| 2012-2013         | Villarreal        | SD                | 14         | 3          | CR              | 0               | 0               | -                  | -                  | -                  | -           | -           | -           | 14     | 3      |
| 2013-2014         | Maiorca           | SD                | 31         | 11         | CR              | 1               | 1               | -                  | -                  | -                  | -           | -           | -           | 32     | 12     |
| 2014-2015         | Villarreal        | PD                | 26         | 7          | CR              | 6               | 5               | UEL                | 7                  | 4                  | -           | -           | -           | 39     | 16     |
| 2015-2016         | Espanyol          | PD                | 32         | 7          | CR              | 4               | 0               | -                  | -                  | -                  | -           | -           | -           | 36     | 7      |
| 2016-2017         | Espanyol          | PD                | 37         | 13         | CR              | 1               | 0               | -                  | -                  | -                  | -           | -           | -           | 38     | 13     |
| 2017-2018         | Espanyol          | PD                | 38         | 16         | CR              | 6               | 3               | -                  | -                  | -                  | -           | -           | -           | 44     | 19     |
| Totale Espanyol   | Totale Espanyol   | Totale Espanyol   | 107        | 36         |                 | 11              | 3               |                    | -                  | -                  |             | -           | -           | 118    | 39     |
| 2018-2019         | Villarreal        | PD                | 35         | 8          | CR              | 3               | 1               | UEL                | 11                 | 4                  | -           | -           | -           | 49     | 13     |
| 2019-2020         | Villarreal        | PD                | 35         | 18         | CR              | 2               | 2               | -                  | -                  | -                  | -           | -           | -           | 37     | 20     |
| 2020-2021         | Villarreal        | PD                | 33         | 23         | CR              | 1               | 0               | UEL                | 12                 | 7                  | -           | -           | -           | 46     | 30     |
| 2021-2022         | Villarreal        | PD                | 17         | 9          | CR              | 2               | 1               | UCL                | 7                  | 2                  | SU          | 1           | 1           | 27     | 13     |
| 2022 - 2023       | Villarreal        | PD                | 21         | 7          | CR              | 0               | 0               | UECL               | 3                  | 0                  |             |             |             | 24     | 7      |
| Totale Villarreal | Totale Villarreal | Totale Villarreal | 181        | 75         |                 | 14              | 9               |                    | 40                 | 17                 |             | 1           | 1           | 236    | 102    |
| Totale carriera   | Totale carriera   | Totale carriera   | 387        | 168        |                 | 25              | 13              |                    | 40                 | 17                 |             | 1           | 1           | 452    | 199    |

### Cronologia presenze e reti in nazionale
| Cronologia completa delle presenze e delle reti in nazionale ― Spagna | Cronologia completa delle presenze e delle reti in nazionale ― Spagna | Cronologia completa delle presenze e delle reti in nazionale ― Spagna | Cronologia completa delle presenze e delle reti in nazionale ― Spagna | Cronologia completa delle presenze e delle reti in nazionale ― Spagna | Cronologia completa delle presenze e delle reti in nazionale ― Spagna | Cronologia completa delle presenze e delle reti in nazionale ― Spagna | Cronologia completa delle presenze e delle reti in nazionale ― Spagna |
| Data                                                                  | Città                                                                 | In casa                                                               | Risultato                                                             | Ospiti                                                                | Competizione                                                          | Reti                                                                  | Note                                                                  |
| --------------------------------------------------------------------- | --------------------------------------------------------------------- | --------------------------------------------------------------------- | --------------------------------------------------------------------- | --------------------------------------------------------------------- | --------------------------------------------------------------------- | --------------------------------------------------------------------- | --------------------------------------------------------------------- |
| 15-10-2019                                                            | Stoccolma                                                             | Svezia                                                                | 1 – 1                                                                 | Spagna                                                                | Qual. Euro 2020                                                       | -                                                                     |                                                                       |
| 15-11-2019                                                            | Cadice                                                                | Spagna                                                                | 7 – 0                                                                 | Malta                                                                 | Qual. Euro 2020                                                       | 1                                                                     |                                                                       |
| 18-11-2019                                                            | Madrid                                                                | Spagna                                                                | 5 – 0                                                                 | Romania                                                               | Qual. Euro 2020                                                       | 2                                                                     | 57’                                                                   |
| 6-9-2020                                                              | Madrid                                                                | Spagna                                                                | 4 – 0                                                                 | Ucraina                                                               | UEFA Nations League 2020-2021 - 1º turno                              | -                                                                     | 74’                                                                   |
| 7-10-2020                                                             | Lisbona                                                               | Portogallo                                                            | 0 – 0                                                                 | Spagna                                                                | Amichevole                                                            | -                                                                     |                                                                       |
| 10-10-2020                                                            | Madrid                                                                | Spagna                                                                | 1 – 0                                                                 | Svizzera                                                              | UEFA Nations League 2020-2021 - 1º turno                              | -                                                                     | 73’                                                                   |
| 11-11-2020                                                            | Amsterdam                                                             | Paesi Bassi                                                           | 1 – 1                                                                 | Spagna                                                                | Amichevole                                                            | -                                                                     | 61’                                                                   |
| 14-11-2020                                                            | Basilea                                                               | Svizzera                                                              | 1 – 1                                                                 | Spagna                                                                | UEFA Nations League 2020-2021 - 1º turno                              | 1                                                                     | 80’                                                                   |
| 17-11-2020                                                            | Siviglia                                                              | Spagna                                                                | 6 – 0                                                                 | Germania                                                              | UEFA Nations League 2020-2021 - 1º turno                              | -                                                                     | 73’                                                                   |
| 31-3-2021                                                             | Siviglia                                                              | Spagna                                                                | 3 – 1                                                                 | Kosovo                                                                | Qual. Mondiali 2022                                                   | 1                                                                     | 68’                                                                   |
| 4-6-2021                                                              | Madrid                                                                | Spagna                                                                | 0 – 0                                                                 | Portogallo                                                            | Amichevole                                                            | -                                                                     | 75’                                                                   |
| 14-6-2021                                                             | Siviglia                                                              | Spagna                                                                | 0 – 0                                                                 | Svezia                                                                | Euro 2020 - 1º turno                                                  | -                                                                     | 74’                                                                   |
| 19-6-2021                                                             | Siviglia                                                              | Spagna                                                                | 1 – 1                                                                 | Polonia                                                               | Euro 2020 - 1º turno                                                  | -                                                                     | 68’                                                                   |
| 23-6-2021                                                             | Siviglia                                                              | Slovacchia                                                            | 0 – 5                                                                 | Spagna                                                                | Euro 2020 - 1º turno                                                  | -                                                                     | 77’                                                                   |
| 2-7-2021                                                              | San Pietroburgo                                                       | Svizzera                                                              | 1 – 1 dts (1 – 3 dtr)                                                 | Spagna                                                                | Euro 2020 - Quarti di finale                                          | -                                                                     | 54’                                                                   |
| 6-7-2021                                                              | Londra                                                                | Italia                                                                | 1 – 1 dts (4 – 2 dtr)                                                 | Spagna                                                                | Euro 2020 - Semifinale                                                | -                                                                     | 70’                                                                   |
| 2-9-2021                                                              | Solna                                                                 | Svezia                                                                | 2 – 1                                                                 | Spagna                                                                | Qual. Mondiali 2022                                                   | -                                                                     | 64’                                                                   |
| Totale                                                                |                                                                       | Presenze                                                              | 17                                                                    |                                                                       | Reti                                                                  | 6                                                                     |                                                                       |

## Palmarès

### Club
- UEFA Europa League: 1

Villarreal: 2020-2021

### Individuale
- Trofeo Zarra: 2

2019-2020 (18 reti), 2020-2021 (23 reti)
- Capocannoniere dell'Europa League: 1

2020-2021 (7 reti, a pari merito con Borja Mayoral, Yusuf Yazıcı, Pizzi)
- Calciatore della stagione della UEFA Europa League: 1

2020-2021
- Squadra della stagione della UEFA Europa League: 1

2020-2021
- Miglior giocatore della Supercoppa UEFA: 1

2021